# Seznam rektorů kostela sv. Anny v Olomouci
Toto je úplný seznam rektorů kostela sv. Anny v Olomouci.

## Rektoři
- 1598-1617: Martin Václav z Griefenthalu
- 1617-1628: Jan Křtitel Czechius
- 1628-1658 : Klaudius Sorina
- 1659: Gottrau Khuefstein
- 1659-1694: Jan Fridrich Breuner
- 1694-1709: Maxmilián Adam z Lichtenštejna-Kastelkornu
- 1709-1716: Karel Julius Orlík z Laziska
- 1716-1717: Josef Bedřich ze Schrattenbachu
- 1717-1751: Rudolf Jan Jiří ze Schrattenbachu
- 1751-1760: Maxmilián z Hamiltonu – první infulovaný probošt (1752)
- 1761-1769: Michal Amand z Althannu
- 1769-1779: Jan Matěj Butz z Rollsbergu
- 1780: Kryštof František Migazzi
- 1780-1803: Václav Filip z Clary-Aldringenu
- 1804-1812: Maria Waichard z Trauttmansdorffu
- 1812-1813: Vilém František Haugvic
- 1815-1827: Emerich Sztaray von Nág-Mihály
- 1827-1831: Ludvík Rauber
- 1831-1837: Antonín Butz z Rollsbergu
- 1837-1839: Filip Szápáry
- 1840-1843: Jindřich Maria Holle
- 1843-1865: Karel Weitersheim
- 1866-1879: Vincenc Konopka
- 1879-1880: Karel Welserhemb
- 1882-1894: Anatole d’Orsay
- 1894-1897: František Knapp
- 1897-1900: Ignác Haas
- 1900-1904: Vilém Blažek
- 1904-1905: Adam Potulicki
- 1905-1908: Rudolf Linde
- 1908-1917: Melchior Mlčoch
- 1917-1918: Jindřich Geisler
- 1918-1923: Zikmund Václav Halka-Ledóchowski
- 1923-1926: Jan Alois Kubíček
- 1927-1932: Rudolf Mels-Colloredo
- 1933-1936: Alois Demel
- 1937-1949: František Světlík